# LEG Wagen Nr. 8

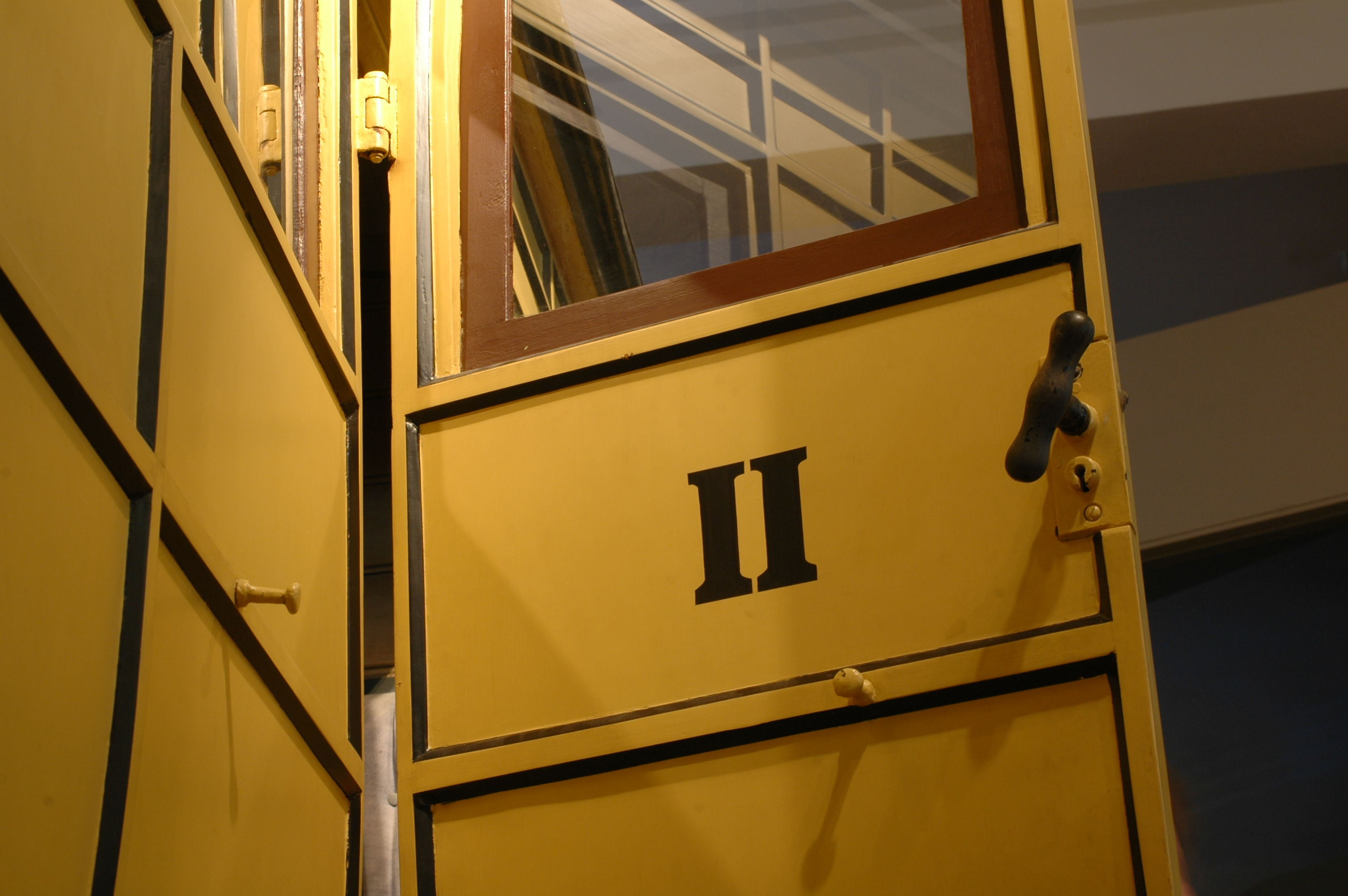

Der Wagen Nr. 8 der Ludwigs-Eisenbahn (LEG) ist das älteste erhaltene Eisenbahnfahrzeug Deutschlands.

## Beschreibung
Es handelt sich um einen Personenwagen der 2. Klasse, der 1835 in Nürnberg für die Strecke Nürnberg-Fürth der Ludwigs-Eisenbahn und deren ersten, durch den Adler gezogenen Zug, nach Plänen von Paul Camille Denis gebaut wurde. Das Fahrzeug ist das Einzige, das von diesem Zug erhalten blieb. Der Abteilwagen ist weitestgehend aus Holz gefertigt und durch die Umbauten nicht mehr im Originalzustand erhalten. Er besitzt drei Abteile, die jeweils nur durch ihre Seitentüren zugänglich sind. Ausgestattet sind diese mit je zwei gepolsterten, einander gegenüber liegenden Sitzbänken zu je vier Plätzen, verglasten Fenstern und Ölbeleuchtung. Das Fahrzeug wiegt etwa fünf Tonnen und verfügt über keine Heizung. Die einfache Fahrt in diesem Wagen kostete 1835 neun Kreuzer. In den Jahren 1838 und 1846 wurde der Wagen umgebaut, 1877 außer Dienst gestellt.

## Erhaltung
Erhalten blieb der Wagen nur aufgrund der nie nachgewiesenen Legende, König Ludwig I. von Bayern habe in diesem Wagen bei seinem Besuch in Nürnberg am 17. August 1836 die Ludwigsbahn bereist. 
Der König konnte bei der Eröffnung der Strecke am 7. Dezember 1835 nicht anwesend sein, da er sich im Dezember 1835 auf dem Weg zu seinem Sohn, König Otto, nach Griechenland befand. Er besuchte die Stadt Nürnberg erst im darauffolgenden Jahr und befuhr dabei auch die Ludwigsbahn. Die Rückfahrt von Fürth nach Nürnberg wurde als „Schnellfahrt“ mit nur drei Wagen in 5,45 Minuten durchgeführt. Dafür allerdings, dass der König dabei den Wagen Nr. 8 benutzt hat, gibt es keinen Beleg. Es ist einerseits unwahrscheinlich, dass in der ständisch gegliederten Gesellschaft des 19. Jahrhunderts ein Wagen zweiter Klasse eingesetzt wurde, um einen König zu transportieren. Andererseits ist auch nicht ausgeschlossen, dass das Fahrzeug zu einem unbekannten Zeitpunkt von der ersten auf die zweite Klasse heruntergestuft wurde.
Das Gerücht um den königlichen Passagier rettete das Fahrzeug aber über die Zeit: Zwei Nürnberger Bürger, der Privatier Friedrich Beckh und der Bankier Georg Cnopf, kauften den Wagen nach seiner Ausmusterung und schenkten ihn dem Germanischen Nationalmuseum. 1925 wurde das Exponat vom Germanischen Nationalmuseum an das Verkehrsmuseum Nürnberg als Leihgabe abgegeben. 1952 wurde der Wagen restauriert, wobei auch die Sitzbezüge erneuert wurden. Zum 125. Jubiläum der Eröffnung der Bayerischen Ludwigsbahn wurde der Wagen 1960 nochmals mit dem Adler-Nachbau aus dem Jahr 1935 eingesetzt. Er wird heute in der Schausammlung des Verkehrsmuseums Nürnberg gezeigt. Aus konservatorischen Gründen steht der Wagen nicht mehr auf Schienen.